# Fisiopatologia
La fisiopatología o patofisiologia és la ciència que estudia els processos patològics (malalties), fisicoquímics que tenen lloc als organismes vius durant la realització de les seves funcions vitals. Estudia els mecanismes de producció de les malalties en relació als nivells moleculars i subcel·lulars, teixits, orgànics i sistèmics o funcionals.
La fisiopatologia està molt relacionada amb l'anatomia, biologia molecular, bioquímica, biologia cel·lular, genètica, fisiologia, immunologia, farmacologia i ciències morfològiques.